# Massérac
Massérac est une commune de l'Ouest de la France, située dans le département de la Loire-Atlantique, en région Pays de la Loire.
Très liée à l'histoire de la Bretagne, et limitrophe de la région administrative qui porte ce nom, la commune est située à la confluence du Don et la Vilaine. Massérac est couverte de marais, au sein desquels se situent le lac de Murin. Le village est empreint du souvenir de son fondateur, saint Benoît, comme en témoigne la chapelle qui porte son nom. La vocation agricole de Massérac s'atténue progressivement, l'activité économique se diversifiant, notamment dans le tourisme. La tendance au déclin démographique entamé au début du XXe siècle s'est inversée depuis 2006.

## Géographie

### Situation

Situation de la commune de Massérac dans le département de la Loire-Atlantique.

Massérac est située à 15 km à l'est de Redon, à 49 km au nord-est de Saint-Nazaire, à 51 km sud-ouest de Rennes, à 57 km au nord-ouest de Nantes et à 63 km à l'est de Vannes. Les communes limitrophes sont Avessac et Guémené-Penfao en Loire-Atlantique, La Chapelle-de-Brain en Ille-et-Vilaine.

### Relief
Le territoire de la commune est divisé en deux parties : le sud-est de la commune est un plateau en pente descendante de sud-est vers le nord-ouest ; le nord et une étroite bande à l'ouest sont des zones alluvionnaires très plates et humides.

### Hydrographie

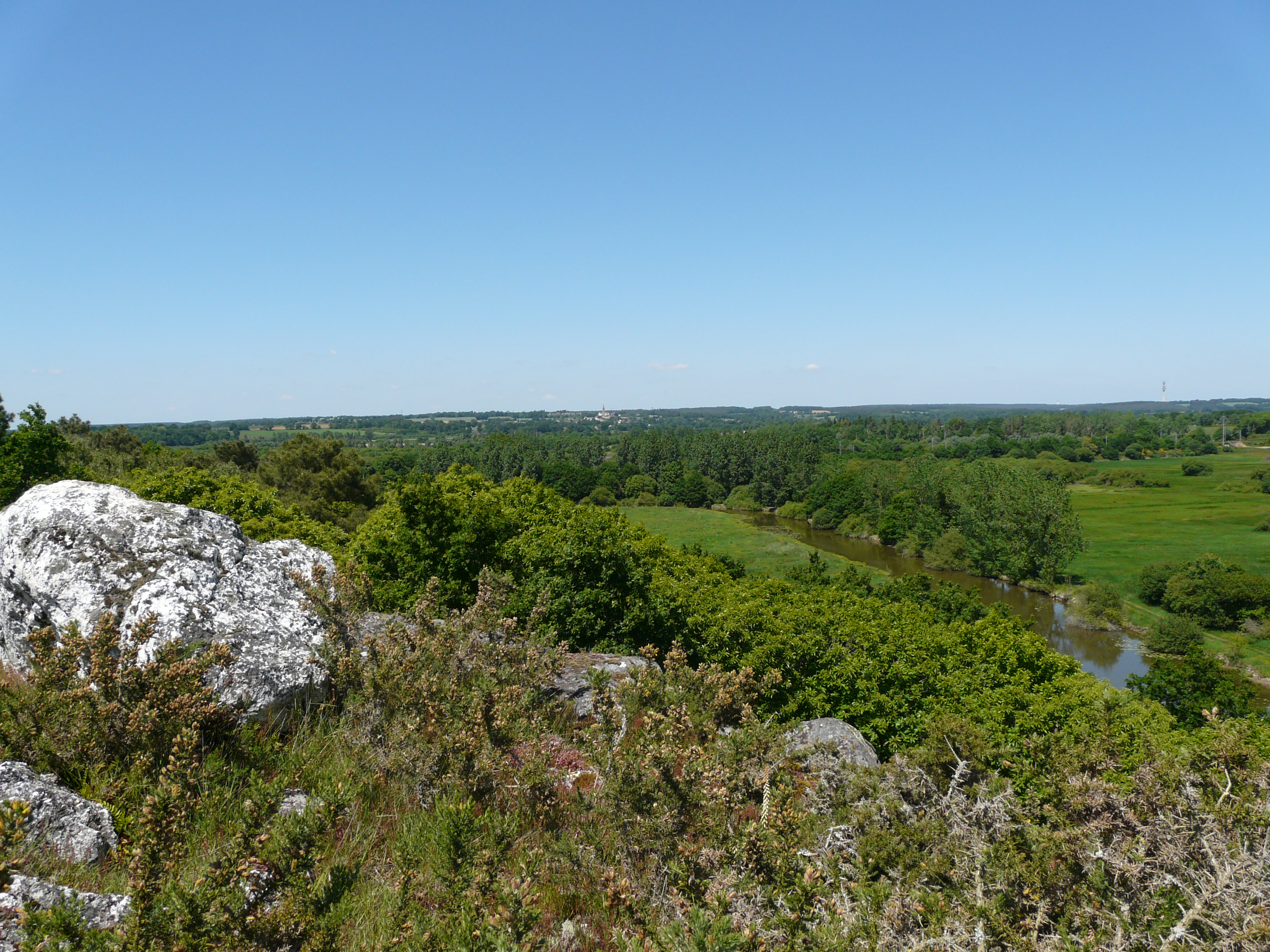
Le lac de Murin (confluence du Don et de la Vilaine)

La Vilaine traverse le nord de la commune d'est en ouest. Son lit est bordé d'une zone large et plate, abritant des zones marécageuses. Cette zone est parcourue de « bras » : bras de Via, bras du Cerné, bras Tortu, bras du Moulinet, bras des Travéniaux. Le Don coule du sud vers le nord à la limite de Massérac avec Avessac. Au niveau de l'embouchure du Don dans la Vilaine se trouve le lac de Murin. Il s'agit d'une grande cuvette aquatique et marécageuse colonisée par des roselières, ou par des prairies-roselières fauchées ou pâturées en bordure. En  1999, les marais couvrent 800 hectares, soit 64 % du territoire de la commune.

### Climat
Pour des articles plus généraux, voir Climat des Pays de la Loire et Climat de la Loire-Atlantique.
En 2010, le climat de la commune est de type climat océanique franc, selon une étude du CNRS s'appuyant sur une série de données couvrant la période 1971-2000. En 2020, Météo-France publie une typologie des climats de la France métropolitaine dans laquelle la commune est exposée à un climat océanique et est dans la région climatique Bretagne orientale et méridionale, Pays nantais, Vendée, caractérisée par une faible pluviométrie en été et une bonne insolation.
Pour la période 1971-2000, la température annuelle moyenne est de 11,9 °C, avec une amplitude thermique annuelle de 13,1 °C. Le cumul annuel moyen de précipitations est de 779 mm, avec 12,1 jours de précipitations en janvier et 5,9 jours en juillet. Pour la période 1991-2020, la température moyenne annuelle observée sur la station météorologique de Météo-France la plus proche, « La-Noe-Blanche », sur la commune de La Noë-Blanche à 20 km à vol d'oiseau, est de 12,2 °C et le cumul annuel moyen de précipitations est de 780,5 mm,. Pour l'avenir, les paramètres climatiques de la commune estimés pour 2050 selon différents scénarios d'émission de gaz à effet de serre sont consultables sur un site dédié publié par Météo-France en novembre 2022.

### Voies de communication et transports

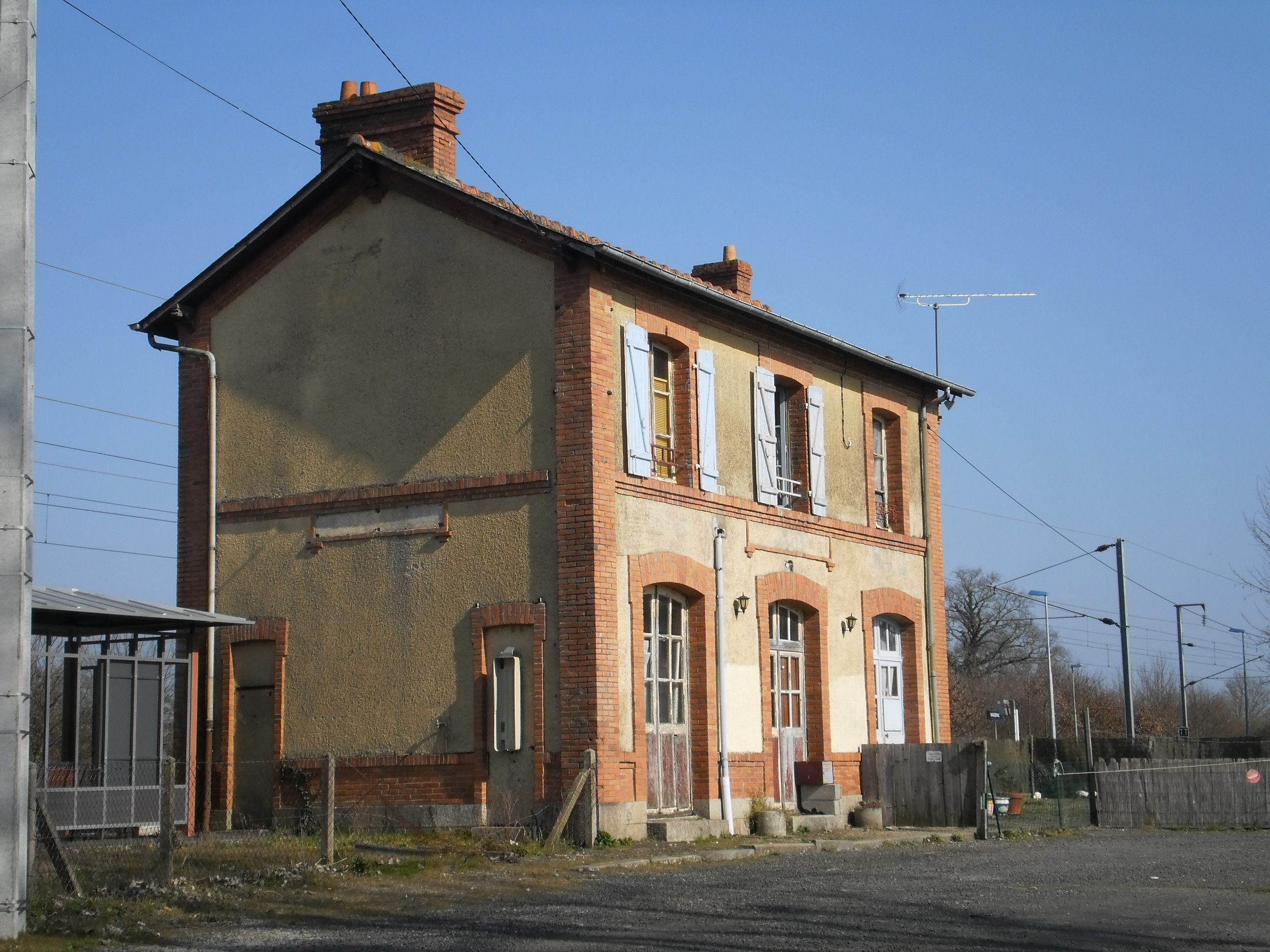
Gare de Massérac.

La commune est desservie par la gare de Massérac située sur la ligne Rennes - Redon.

## Urbanisme

### Typologie
Au 1er janvier 2024, Massérac est catégorisée commune rurale à habitat dispersé, selon la nouvelle grille communale de densité à sept niveaux définie par l'Insee en 2022.
Elle est située hors unité urbaine. Par ailleurs la commune fait partie de l'aire d'attraction de Redon, dont elle est une commune de la couronne,. Cette aire, qui regroupe 22 communes, est catégorisée dans les aires de moins de 50 000 habitants,.

### Occupation des sols
L'occupation des sols de la commune, telle qu'elle ressort de la base de données européenne d’occupation biophysique des sols Corine Land Cover (CLC), est marquée par l'importance des territoires agricoles (92 % en 2018), en augmentation par rapport à 1990 (89,5 %). La répartition détaillée en 2018 est la suivante : terres arables (46,6 %), prairies (28,7 %), zones agricoles hétérogènes (16,7 %), zones humides intérieures (6,2 %), zones urbanisées (1,7 %). L'évolution de l'occupation des sols de la commune et de ses infrastructures peut être observée sur les différentes représentations cartographiques du territoire : la carte de Cassini (XVIIIe siècle), la carte d'état-major (1820-1866) et les cartes ou photos aériennes de l'IGN pour la période actuelle (1950 à aujourd'hui).

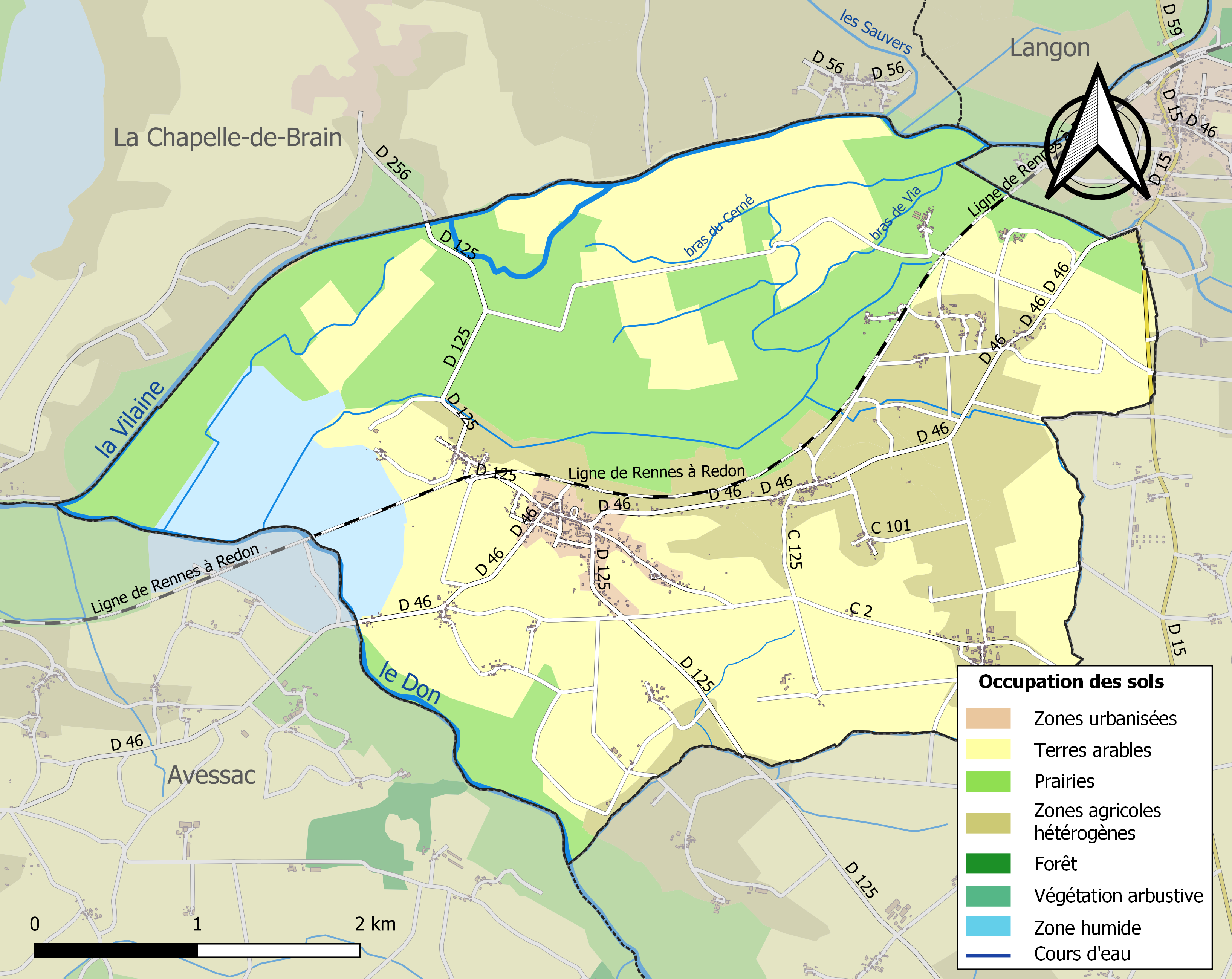
Carte des infrastructures et de l'occupation des sols de la commune en 2018 (CLC).

## Toponymie
Le nom de la localité est attesté sous les formes Marzerac en 869, Macerac en 888 et 1062, Marserac en 1630,.
Massérac vient de[style à revoir] l'anthroponyme latin Massinius et du Suffixe -acum.[réf. nécessaire]
Massérac possède un nom en gallo, la langue d'oïl locale : Massera selon l'écriture ABCD ou Maçra selon l'écriture MOGA. En gallo, le nom de la commune se prononce [masʁa].

## Histoire

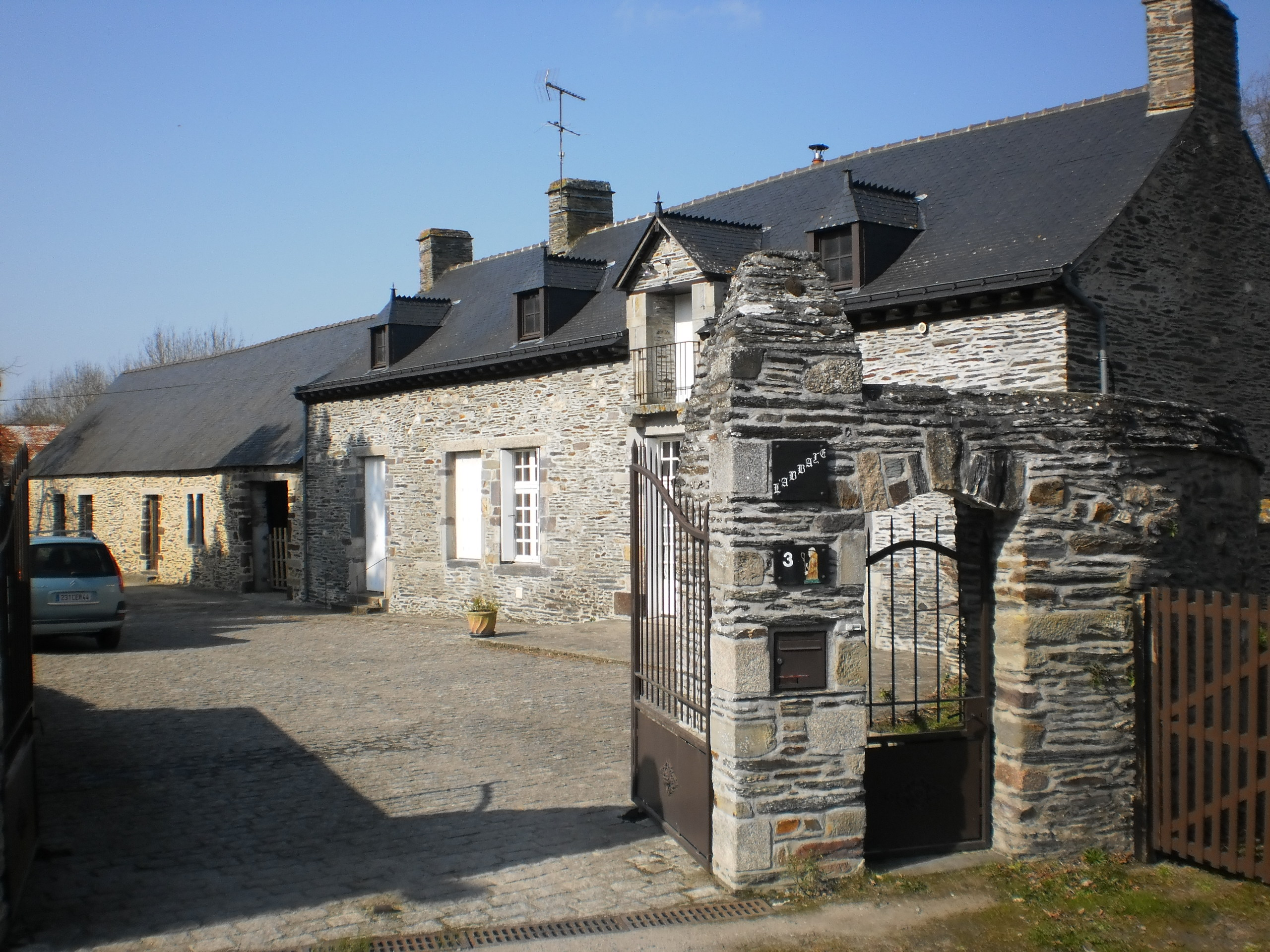
Monastère.

La légende attribue la fondation du monastère à l'origine de la paroisse de Massérac à saint Benoît, moine originaire de Patras en Grèce. Le bâtiment est situé sur les rives du lac de Murin, au lieu-dit Paimbu. Benoît meurt en 845, la paroisse est remise en 897 par Alain le Grand, roi de Bretagne, à l'abbaye Saint-Sauveur de Redon. Ce don octroie aux religieux le pouvoir seigneurial, aucun seigneur laïc n'ayant jamais régné sur ce fief. Le bourg de la paroisse s'édifie à l'écart de Paimbu, dans une zone moins soumise aux inondations. En 1710, Massérac subit une épidémie de peste causant une forte mortalité. Les habitants vivent principalement de l'agriculture et de la pêche sur le lac de Murin jusqu'au XXe siècle, période à partir de laquelle le tourisme prend une place importante.

## Politique et administration
Massérac est située dans le canton de Guémené-Penfao, arrondissement de Châteaubriant, dans le département de la Loire-Atlantique (région Pays de la Loire). Comme pour toutes les communes françaises comptant entre 500 et 1 500 habitants, le Conseil municipal est constitué de quinze membres en 2014.

### Liste des maires
| Période                                  | Période  | Identité              | Étiquette            | Qualité                             |
| ---------------------------------------- | -------- | --------------------- | -------------------- | ----------------------------------- |
|                                          |          | Panhéleux             |                      |                                     |
|                                          |          | Hadet-Pierre de Penbu |                      |                                     |
|                                          |          | Tailland              |                      |                                     |
|                                          | 1834     | Pierre Menand         |                      |                                     |
|                                          |          | Ricordel              |                      |                                     |
| 1863                                     |          | Pierre Heuzé          |                      |                                     |
| 1888                                     |          | François Taillandier  |                      |                                     |
|                                          |          | Maillet               |                      |                                     |
|                                          |          | Julien Frèrejouan     |                      |                                     |
| mars 2001                                | En cours | Fabrice Sanchez       | CPNT puis PS puis RE | directeur d'établissement supérieur |
| Les données manquantes sont à compléter. |          |                       |                      |                                     |

### Intercommunalité
Jusqu’au 31 décembre 2007, Massérac faisait partie de l’ancienne communauté de communes du pays de Guémené-Penfao et a adhéré le 1er janvier 2009 à la communauté de communes du pays de Redon, qui est constituée de vingt-quatre communes du Morbihan, d'Ille-et-Vilaine, de la Loire-Atlantique, regroupées autour de Redon, et devenue en 2018 Redon Agglomération. La commune est représentée au conseil intercommunal par le maire et un élu communautaire.

## Population et société

### Démographie
Selon le classement établi par l'Insee, Massérac est une commune multipolarisée. Elle fait partie de la zone d'emploi de Nantes et du bassin de vie de Guémené-Penfao. Elle n'est intégrée dans aucune unité urbaine. Toujours selon l'Insee, en 2010, la répartition de la population sur le territoire de la commune était considérée comme « peu dense » : 94 % des habitants résidaient dans des zones « peu denses »  et 6 % dans des zones « très peu denses ».

#### Évolution démographique
L'évolution du nombre d'habitants est connue à travers les recensements de la population effectués dans la commune depuis 1793. Pour les communes de moins de 10 000 habitants, une enquête de recensement portant sur toute la population est réalisée tous les cinq ans, les populations de référence des années intermédiaires étant quant à elles estimées par interpolation ou extrapolation. Pour la commune, le premier recensement exhaustif entrant dans le cadre du nouveau dispositif a été réalisé en 2006.

En 2022, la commune comptait 670 habitants, en évolution de −3,04 % par rapport à 2016 (Loire-Atlantique : +6,68 %, France hors Mayotte : +2,11 %).
| 1793 | 1800 | 1806 | 1821 | 1831  | 1836 | 1841 | 1846 | 1851 |
| ---- | ---- | ---- | ---- | ----- | ---- | ---- | ---- | ---- |
| 765  | 810  | 671  | 774  | 1 174 | 783  | 715  | 721  | 784  |

| 1856 | 1861 | 1866 | 1872 | 1876 | 1881  | 1886  | 1891  | 1896  |
| ---- | ---- | ---- | ---- | ---- | ----- | ----- | ----- | ----- |
| 805  | 872  | 930  | 940  | 954  | 1 024 | 1 019 | 1 017 | 1 063 |

| 1901  | 1906  | 1911  | 1921 | 1926 | 1931 | 1936 | 1946 | 1954 |
| ----- | ----- | ----- | ---- | ---- | ---- | ---- | ---- | ---- |
| 1 104 | 1 140 | 1 049 | 900  | 904  | 828  | 846  | 758  | 631  |

| 1962 | 1968 | 1975 | 1982 | 1990 | 1999 | 2006 | 2011 | 2016 |
| ---- | ---- | ---- | ---- | ---- | ---- | ---- | ---- | ---- |
| 603  | 571  | 509  | 507  | 510  | 454  | 573  | 667  | 691  |

| 2021 | 2022 | - | - | - | - | - | - | - |
| ---- | ---- | - | - | - | - | - | - | - |
| 677  | 670  | - | - | - | - | - | - | - |

#### Pyramide des âges
La population de la commune est relativement jeune.
En 2018, le taux de personnes d'un âge inférieur à 30 ans s'élève à 35,1 %, soit en dessous de la moyenne départementale (37,3 %). À l'inverse, le taux de personnes d'âge supérieur à 60 ans est de 26,1 % la même année, alors qu'il est de 23,8 % au niveau départemental.
En 2018, la commune comptait 343 hommes pour 348 femmes, soit un taux de 50,36 % de femmes, légèrement inférieur au taux départemental (51,42 %).
Les pyramides des âges de la commune et du département s'établissent comme suit.
| Hommes | Classe d’âge | Femmes |
| ------ | ------------ | ------ |
| 0,3    | 90 ou +      | 0,6    |
| 5,0    | 75-89 ans    | 9,6    |
| 20,0   | 60-74 ans    | 16,8   |
| 19,0   | 45-59 ans    | 17,9   |
| 20,4   | 30-44 ans    | 20,3   |
| 13,1   | 15-29 ans    | 11,7   |
| 22,3   | 0-14 ans     | 23,1   |

| Hommes | Classe d’âge | Femmes |
| ------ | ------------ | ------ |
| 0,6    | 90 ou +      | 1,8    |
| 6      | 75-89 ans    | 8,6    |
| 15,1   | 60-74 ans    | 16,4   |
| 19,4   | 45-59 ans    | 18,8   |
| 20,1   | 30-44 ans    | 19,3   |
| 19,2   | 15-29 ans    | 17,4   |
| 19,5   | 0-14 ans     | 17,6   |

## Économie
Selon l'Insee, au 31 décembre 2014, la commune comptait 60 entreprises : 8 dans l'agriculture, 4 dans l'industrie, 9 dans la construction, 30 dans le commerce, le transport et les services, et 9 dans l'administration, la santé et l'éducation. Ces entreprises sont petites et procurent 24 emplois salariés. Aucune d'entre elles n'emploie plus de neuf salariés, 54 n'en emploie aucun.
L'agriculture a vu sa superficie exploitée diminuer de 30 % entre 1988 et 2000 (de 906 à 608 hectares), tandis que l'élevage de volaille passait sur cette période de 3 594 unités à 544, le nombre de bovins passant de 1 100 à 1 008.

## Équipements et services

### Santé
Il n'y a pas de médecin à Massérac, les plus proches sont situés à La Chapelle-de-Brain et Beslé-sur-Vilaine (Guémené-Penfao). Les infirmiers les plus proches se trouvent à Avessac et à Langon. Un centre hospitalier est installé à Redon.

### Enseignement
Massérac dépend de l'académie de Nantes. La commune gère l'école primaire publique Robert-Deschamps. Le collège le plus proche se trouve à Guémené-Penfao, et le lycée se situe à Redon,,,,,.

## Patrimoine

### Lieux et monuments

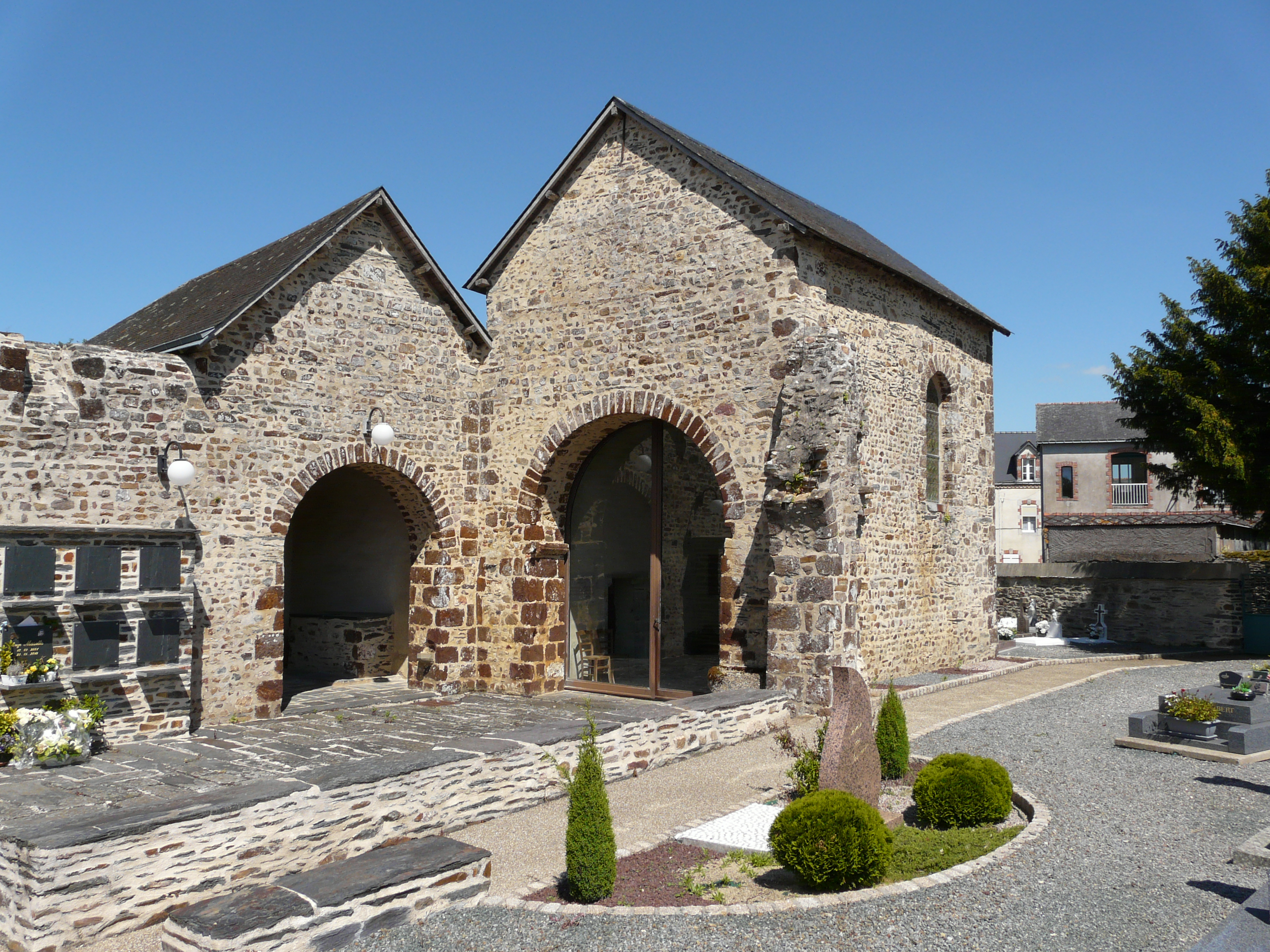
Chapelle Saint-Benoit (IXe – XVIIe siècle). La chapelle Saint-Benoit est le vestige de l'ancienne église paroissiale de Massérac. Elle est bâtie en grès, quartz et schiste. Selon la tradition, l'agglomération a pour origine un monastère fondé au IXe siècle par saint Benoît. Venu de Grèce, il arrive avec 9 compagnons à Nantes où Gondebaud, comte de Nantes, leur donne le territoire de Massérac. La communauté, d'abord établie à Paimbu, se déplace jusqu'au site de la chapelle. À sa mort en 845, Benoit est enterré dans l’oratoire du monastère. Lorsque la paroisse est donnée aux moines de Saint-Sauveur de Redon en 897, ceux-ci translatent le corps du saint dans leurs murs[41]. Certaines parties de l'édifice actuel paraissent remonter au IXe siècle : on trouve un petit appareil cubique lié par un mortier de sable très jaune qui correspond aux constructions de l’époque carolingienne à la base du mur de la nef nord et à celle du mur sud du chœur[42].  L'édifice semble avoir été rebâtie au XIIe siècle[43]. Il ne comprend à l'origine qu'une nef prolongée par un chœur plus étroit. En 1615, Julien Regnard ou Regnaud, recteur de Massérac, obtient des moines de Redon le retour d’un partie des reliques de Saint Benoit (des vertèbres et des côtes) ainsi qu’une portion du crâne de Sainte Avénie, sa sœur. L'église menaçant ruine, le recteur est également le maître d’œuvre de sa restauration, qui s'accompagne de la construction de deux chapelles latérales, d'un clocher, et de l'allongement du chœur. Trois pierres datées de 1601, 1609 et 1627 témoignent de cette campagne de travaux du XVIIe siècle[44]. Délabrée, l'édifice est abandonné en 1870 au profit d'une nouvelle église paroissiale.  La chapelle est restaurée en 1993. Elle contient le tombeau de saint Benoit dont le couvercle, fêlé, est orné d’une croix de saint André et d’une étole[43]. À 250 mètres de là se trouve la fontaine Saint-Benoît, qui porte ce nom non pas en raison d'un caractère miraculeux, mais parce que c'est là que les moines venaient s'approvisionner en eau[F 3].
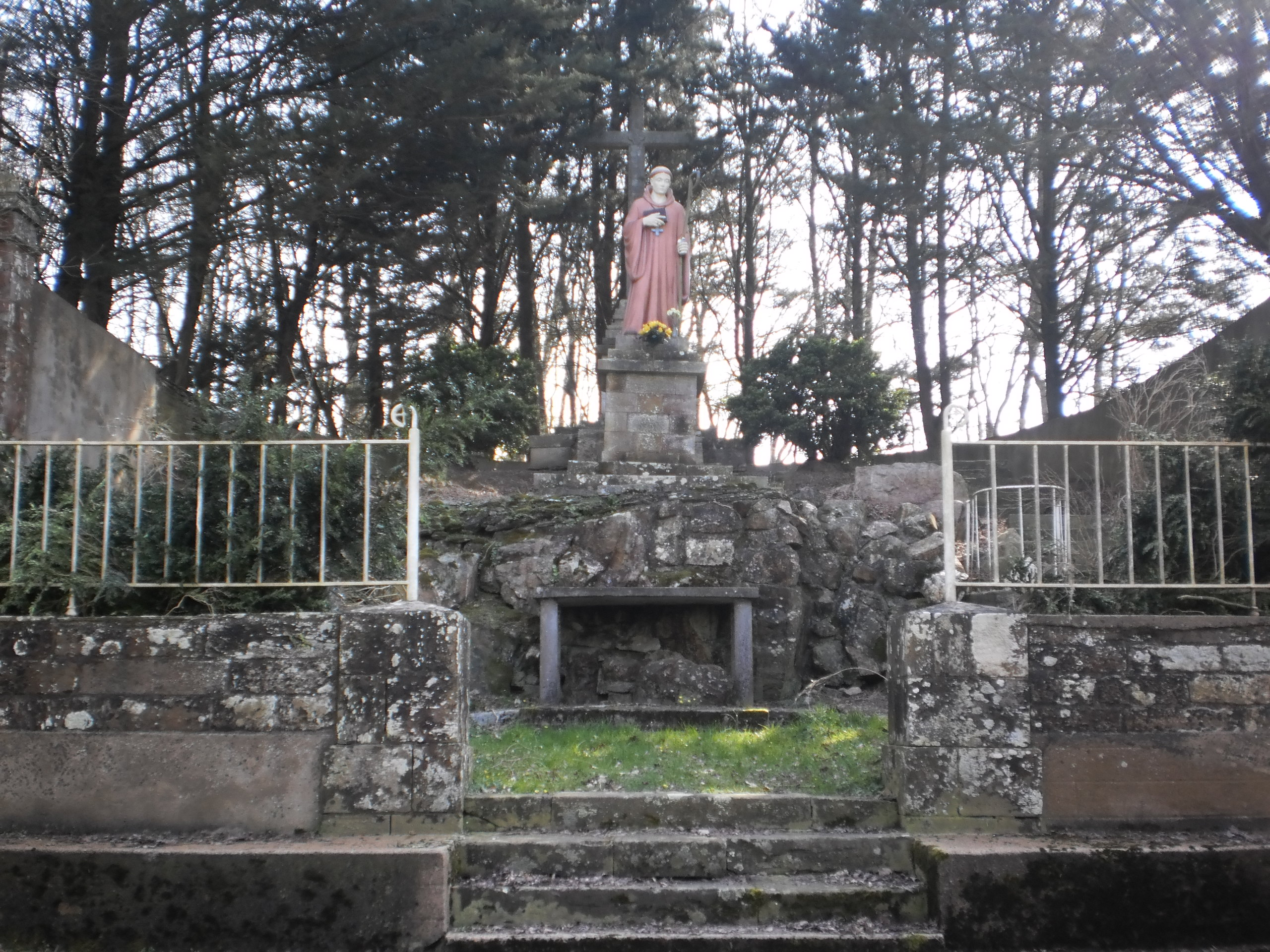
Le village de Paimbu, site originel d'habitation, conserve des vieilles maisons traditionnelles en schiste ardoisier, certaines cours sont entourées d'une clôture en pierres de schiste plates. Le village conserve un four à pain du XVIIIe siècle, encore utilisé jusqu'à la Seconde Guerre mondiale. En bordure de marais est érigé l'oratoire Saint-Benoît (1859), également appelé chaire de saint-Benoît[F 4].  - Chapelle Saint-Benoît
  - Oratoire Saint-Benoît

- L'église paroissiale a été construite en 1872[F 3].

### Héraldique
| Armes de Massérac | Au premier, de gueules à la crosse d'abbé d'argent ; au second, d'or à la bécassine passante de sable ; au chef d'argent chargé de cinq mouchetures d'hermine de sable. La crosse évoque le monastère fondé par saint Benoît. La bécassine symbolise les marais. Les mouchetures d'hermine évoquent le blasonnement d'hermine plain de la Bretagne, rappelant l'appartenance passée de la ville au duché de Bretagne. Blason conçu par Pierre Defoix (délibération municipale du 1er octobre 1978), enregistré le 15 novembre 1978. |

### Personnalités liées à la commune
- Benoît de Massérac (mort vers 845), Benoît de Masserac ou de Macérac, originaire de Patras en Achaïe, abbé de Massérac ; saint chrétien fêté le 22 octobre[45],[46].